# Lublin
Ne doit pas être confondu avec Dublin.
Pour les articles homonymes, voir Lublin (homonymie).
Lublin (prononcé en polonais : /ˈlub.lʲin/ ) est une ville de Pologne, chef-lieu de la voïvodie de Lublin.
Elle forme elle-même un powiat et est aussi le chef-lieu du powiat de Lublin dont elle ne fait pas partie.
Elle comptait 347 678 habitants en 2011, ce qui faisait d'elle la neuvième ville de Pologne et la plus importante de Pologne orientale.

## Histoire
Lors de la première invasion mongole de la Pologne, Lublin est mise à sac par ces derniers fin 1240.
Lublin devint officiellement une ville en 1317, mais elle était déjà mentionnée au VIe siècle comme un centre de commerce. En 1569, c'est à Lublin qu'a été signée l'Union polono-lituanienne. Par la suite la ville a connu un développement rapide. Lors du troisième partage de la Pologne, en 1795, Lublin s'est trouvée sous l'occupation autrichienne, puis passa aux mains de la Russie de 1815 à 1918, date à laquelle la Pologne regagna son indépendance.
La ville était libre le 3 novembre 1918 sous la régie du Conseil de régence du royaume de Pologne. C'est à Lublin, dans la nuit du 6 au 7 novembre 1918 que fut créé le premier gouvernement polonais « populaire » sous la direction d'Ignacy Daszyński. Après le retour de Magdebourg à Varsovie de Józef Piłsudski, il lui cède le pouvoir.
Partiellement détruite par l'armée allemande en 1939, elle abrita le siège du chef de la SS (SS- und Polizeiführer) pour la région, Odilo Globocnik, le quartier général de l’Aktion Reinhard (nom de code de l'extermination des Juifs en Pologne) en 1942-1943 dans l'ancien collège Stefan Batory et, pendant une brève période, le quartier général du Generalplan Ost. Elle fut prise par les Soviétiques le 25 juillet 1944. Du 1er août au 31 décembre 1944, elle fut le siège du Comité polonais de libération nationale, ou « comité de Lublin », instance gouvernementale provisoire placée sous le contrôle direct de l'Armée rouge et chargée d'administrer les territoires polonais d’où s'étaient retirées les forces hitlériennes.
La ville est choisie pour être lieu de la signature du traité établissant le Triangle de Lublin le 28 juillet 2020.

## Éducation et économie
Sur le territoire de la ville se trouvent six écoles de niveau universitaire dont l'Université Marie Skłodowska-Curie (Uniwersytet Marii Skłodowskiej-Curie) et l'Université Catholique Jean-Paul II de Lublin (Katolicki Uniwersytet Lubelski Jana Pawła II).
Les infrastructures de la ville sont relativement moins développées que celles des autres grandes villes de Pologne malgré les efforts des autorités locales pour rattraper le retard accumulé et développer l'activité économique. Depuis 2012, Lublin est dotée d'un aéroport international. Sa population décroît néanmoins sans discontinuer depuis l'an 2000.

## Démographie
Nombre d'habitants exprimé en milliers.

## Archevêché
- Archidiocèse de Lublin
- Cathédrale Saints Jean-Baptiste et Jean l'Évangéliste de Lublin

## Personnalités
- Henryk Wieniawski (1835-1880), violoniste polonais.
- Armand Dutertre (1854-1932), comédien français.
- Rosa Luxemburg (1871-1919), révolutionnaire allemande et militante marxiste.
- Sergueï Vassilievitch Lebedev (1874-1934), chimiste russe puis soviétique.
- Meir Shapiro (1887-1933), rabbin hassidique, fondateur de la fameuse Yechiva Chachmei Lublin et initiateur du Daf Yomi.
- Shmuel Wosner (1913-2015), rabbin israélien et fameux décisionnaire, disciple de Meir Shapiro.
- Eugène Ebiche (1896-1987), peintre polonais, né à Lublin.
- Jadwiga Szubartowicz (1905-2017), supercentenaire polonaise née et morte à Lublin.
- Alter Mojsze Goldman (1909-1988), père de Pierre Goldman (1944-1979), Jean-Jacques Goldman (1951-) et Robert Goldman (1953-).
- Anna Langfus (1920-1966), écrivaine de langue française d'origine polonaise, lauréate du prix Goncourt en 1962.
- Karol Józef Wojtyła, pape Jean-Paul II (1920-2005), professeur d’éthique à l’Université catholique de Lublin de 1954 à 1958.
- Eli M.Black (1921-1975), Homme d'affaires américan, originaire de Lublin.
- Lars S. Bogowie, poète polonais, mort à Lublin en 1999.
- Ryszard Kornacki (1940-), poète, romancier, essayiste et traducteur polonais.
- Arkadiusz Godel (1952-), escrimeur, champion olympique.
- Tomasz Wójtowicz (1953-2022), joueur polonais de volley-ball.
- Andrzej M. Chołdzyński (1961-), architecte.
- Szczepan Sadurski (1965-), journaliste satirique, caricaturiste et dessinateur.
- Joanna Kurkowicz (1970-), violoniste polonaise.
- Klezmafour, groupe de musique formé dans la ville en 1999.
- Jacek Bąk (1973-), footballeur polonais.
- Małgorzata Bassa-Roguska (1975-), lutteuse polonaise.
- Michał Szyba (1988-), handballeur international.
- Natalia Czerwonka (1988-), patineuse de vitesse polonaise.

## Culture

Logo touristique de Lublin avec la devise « Ville d'inspiration ».

Lublin a été finaliste du concours de Capitale européenne de la culture 2016.
Les manifestations culturelles les plus importantes à Lublin :
- Festival KODY ;
- Nuit de la culture ;
- Jagiellonian Fair ;
- Carnaval Arts-Masters.

## Communications
L'Aéroport de Lublin a été inauguré en 2012. Situé à Świdnik, à environ 10 km du centre-ville, il est accessible en bus ou en train.
Des vols commerciaux réguliers relient Lublin à Gdansk, Bruxelles-Charleroi, Londres, Dublin, Oslo et Milan, auxquels s'ajoutent plusieurs vols charters à destination du bassin méditerranéen.

## Jumelages

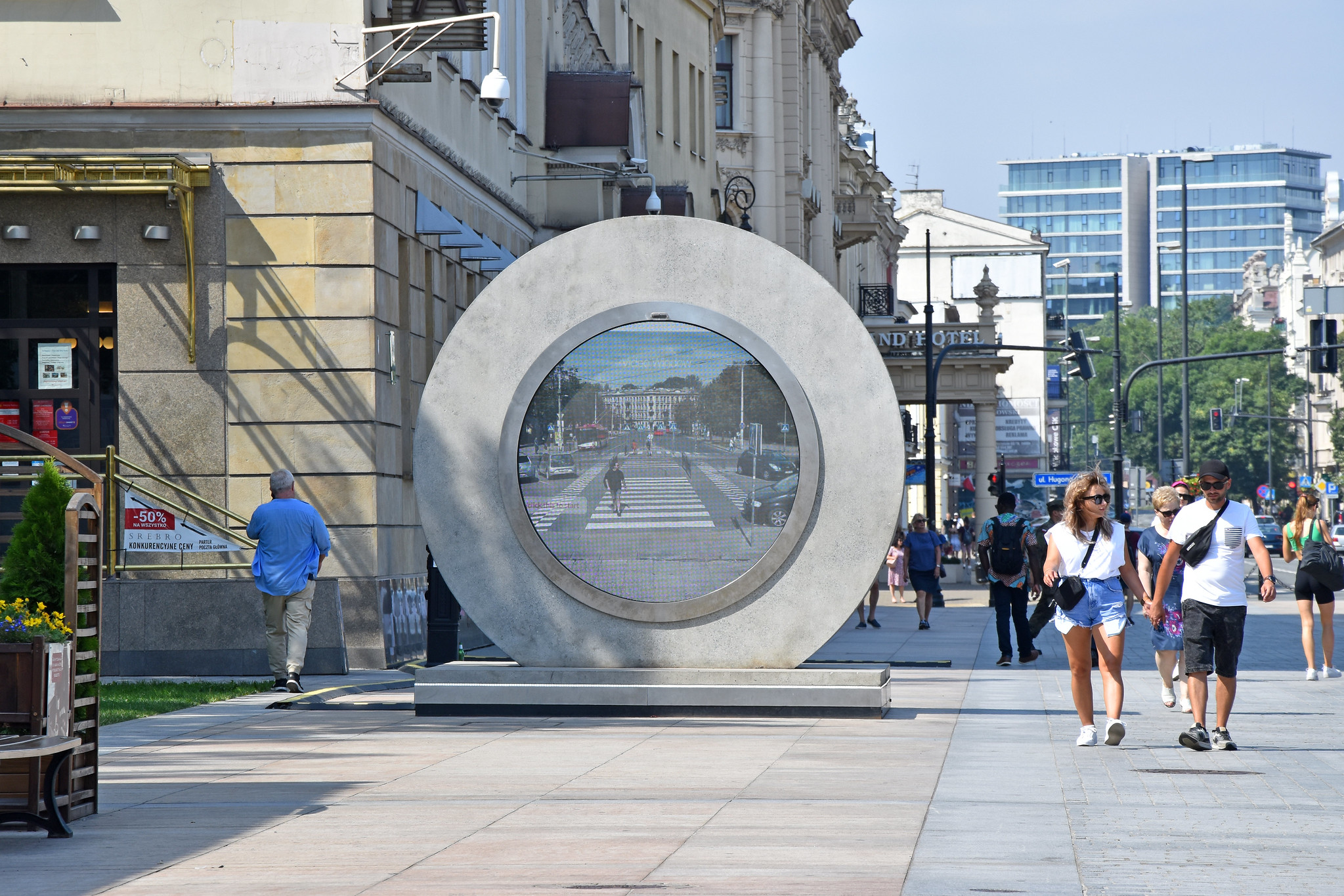
Un portail en temps réel vers une autre ville, pour rencontrer d’autres personnes : Vilnius et Lublin ont poussé le concept, en mettant sur pied une « porte » circulaire.

La ville de Lublin est jumelée avec :
- Alcalá de Henares (Espagne)
- Brest (Biélorussie) 2009-22
- Debrecen (Hongrie)
- Delmenhorst (Allemagne)
- Érié (États-Unis)
- Grenade (Espagne)
- Hjørring (Danemark)
- Ivano-Frankivsk (Ukraine)
- District de Jiading (Chine)
- Jiaozuo (Chine)
- Kamianets-Podilsky (Ukraine)
- Lancaster (Royaume-Uni)
- Louhansk (Ukraine)
- Loutsk (Ukraine)
- Lviv (Ukraine)
- Münster (Allemagne)
- Nancy (France)
- Nikšić (Monténégro)
- Nilüfer (Turquie)
- Novi Sad (Serbie)
- Omsk (Russie)
- Panevėžys (Lituanie)
- Pernik (Bulgarie)
- Poprad (Slovaquie)
- Ramallah (Palestine)
- Rishon LeZion (Israël)
- Rivne (Ukraine)
- Starobilsk (Ukraine)
- Stari Grad (Serbie)
- Soumy (Ukraine)
- Tbilissi (Géorgie)
- Tilbourg (Pays-Bas)
- Timișoara (Roumanie)
- Vanadzor (Arménie)
- Vinnytsia (Ukraine)
- Viseu (Portugal)
- Windsor (Canada)
- Xiangyang (Chine)

## Monuments
- Château de Lublin
- Place Łokietka (pl)
- Porte de Cracovie
- Porte Grodzka ou Porte juive
- Porte Rybna
- Donjon gothique (pl)
- Donjon de Lublin (pl)
- Tour de la Trinité (pl)
- Cathédrale Saint-Jean-Baptiste et Saint-Jean l'Évangéliste
- Basilique Saint-Stanislas
- Église Saint-Joseph
- Chapelle de la Sainte Trinité (pl)
- Ruines de l'église Saint-Michel (pl)
- Maison mansjonarski (pl)
- Place du Marché
- Vieux Théâtre
- Théâtre Juliusz Osterwa
- Nouvel hôtel de ville
- Tribunal de la Couronne
- Monument à l'Union de Lublin

## Galerie d'images

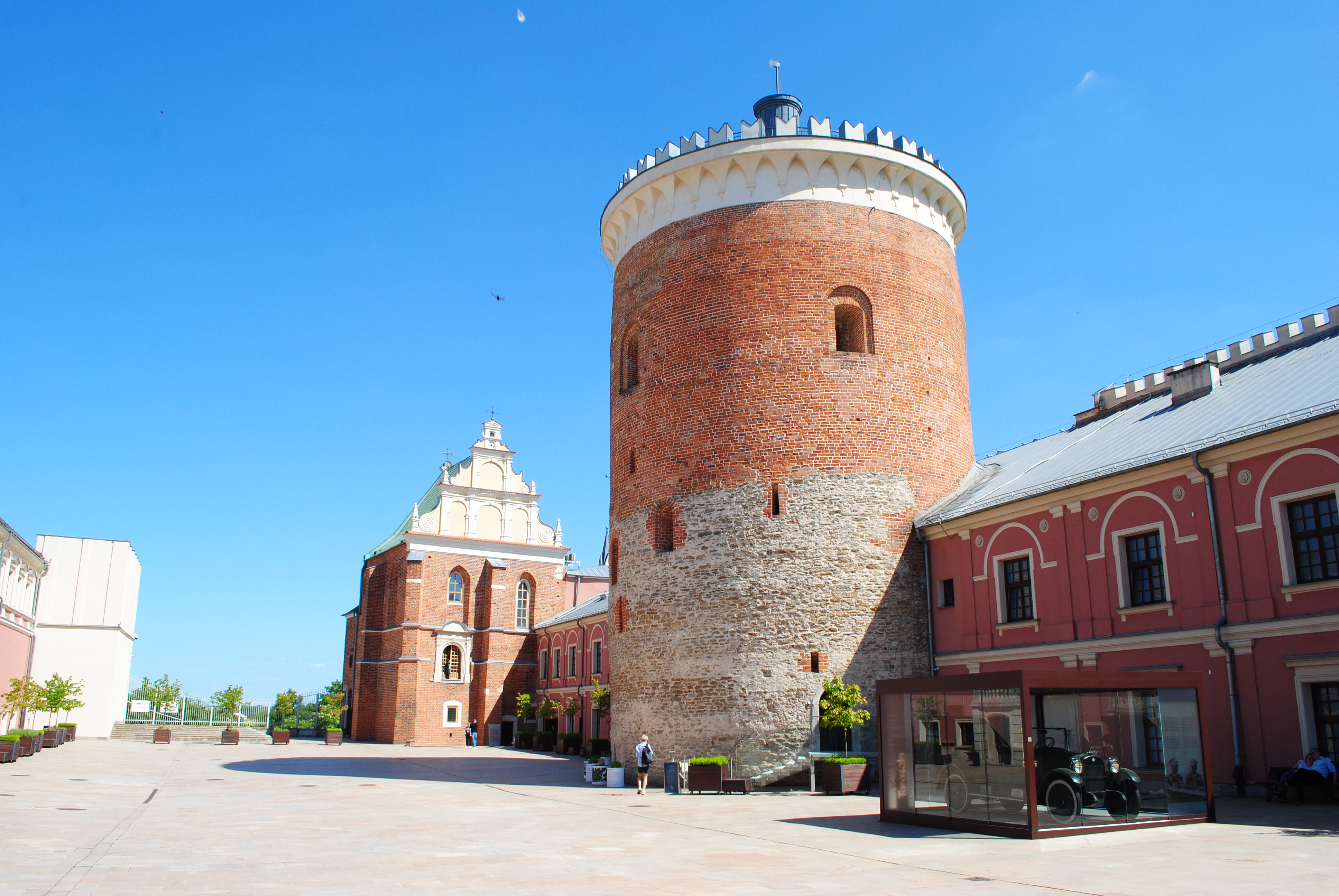
Chapelle de la Sainte Trinité et Donjon.
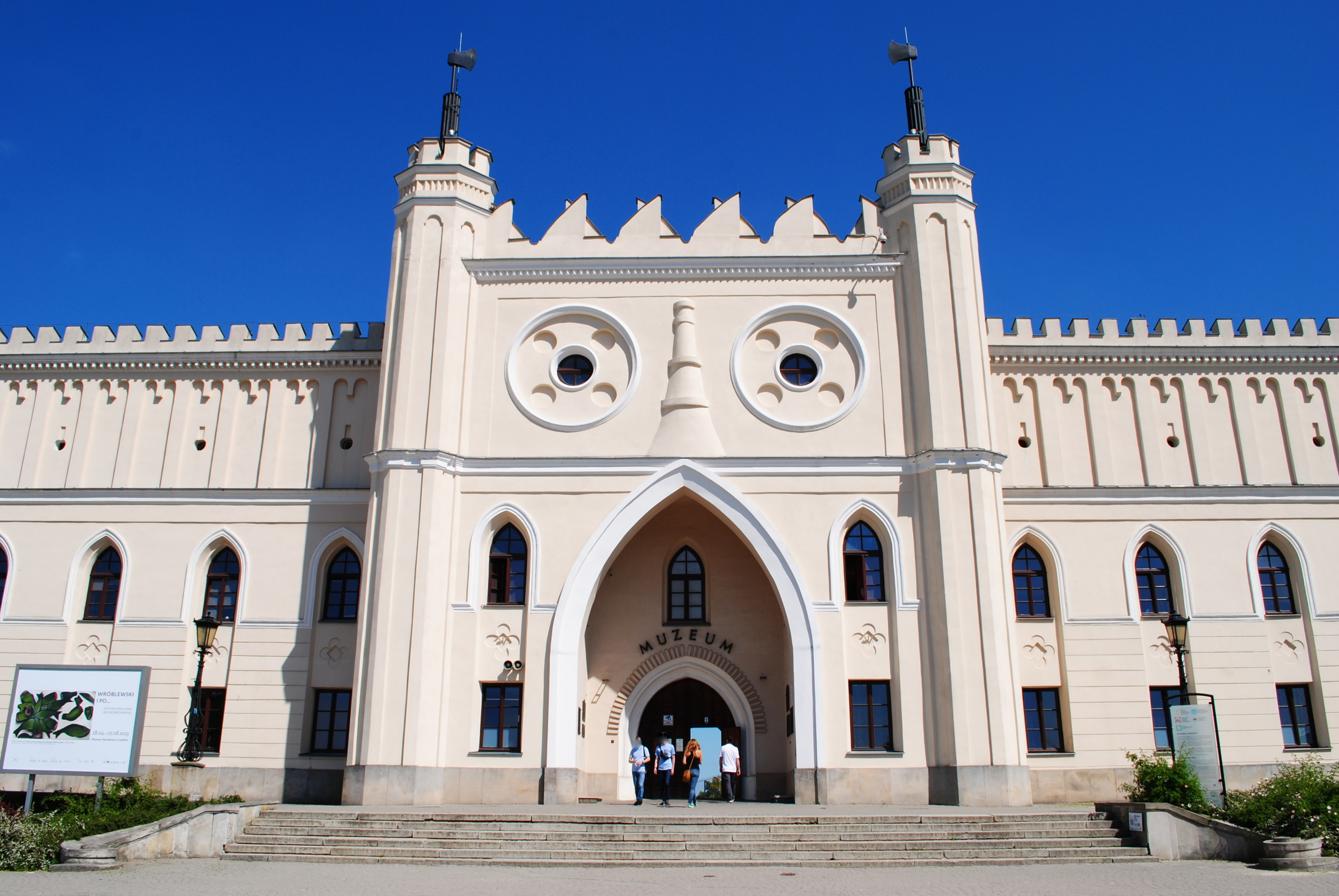
Château à Lublin.
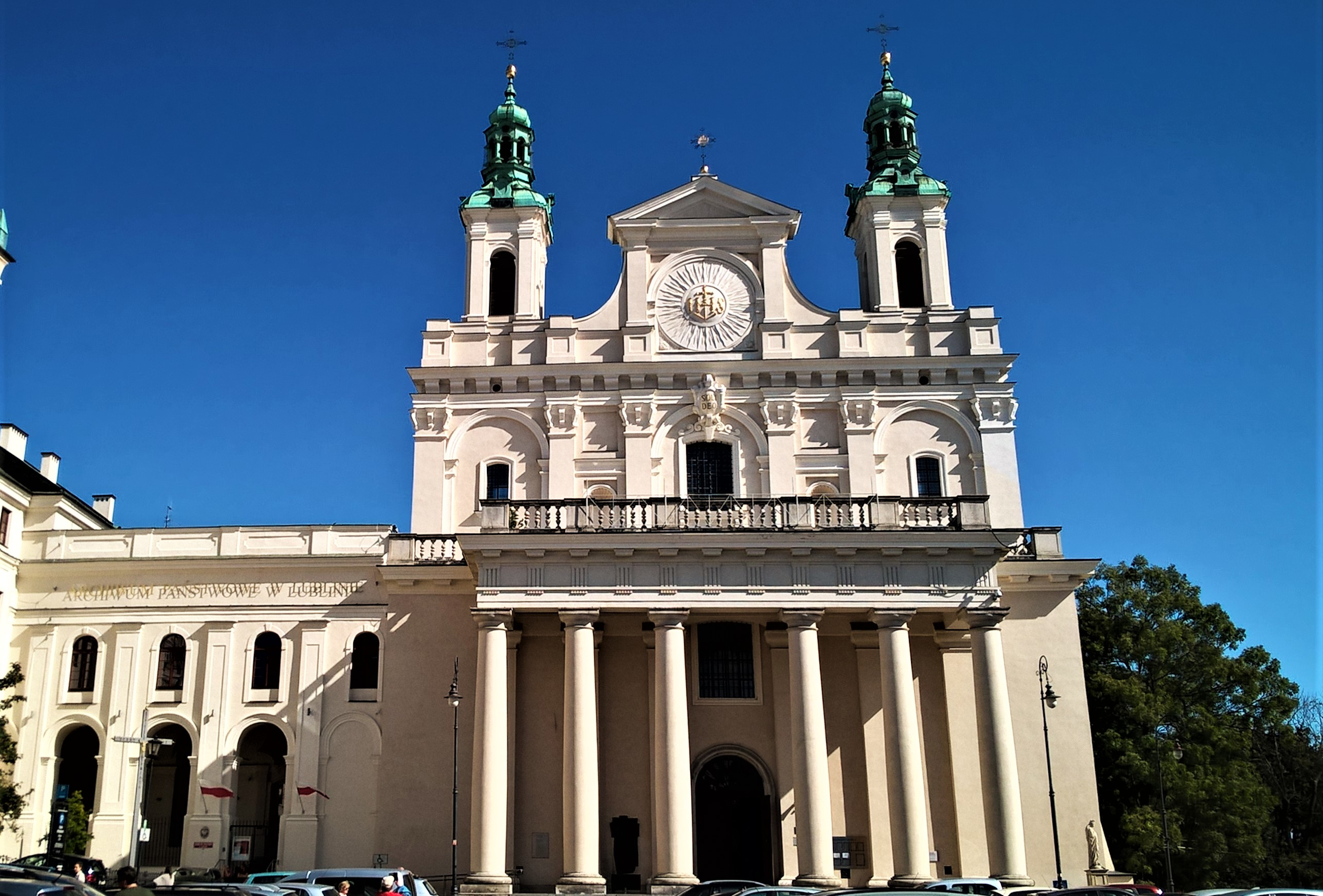
Cathédrale de Lublin.
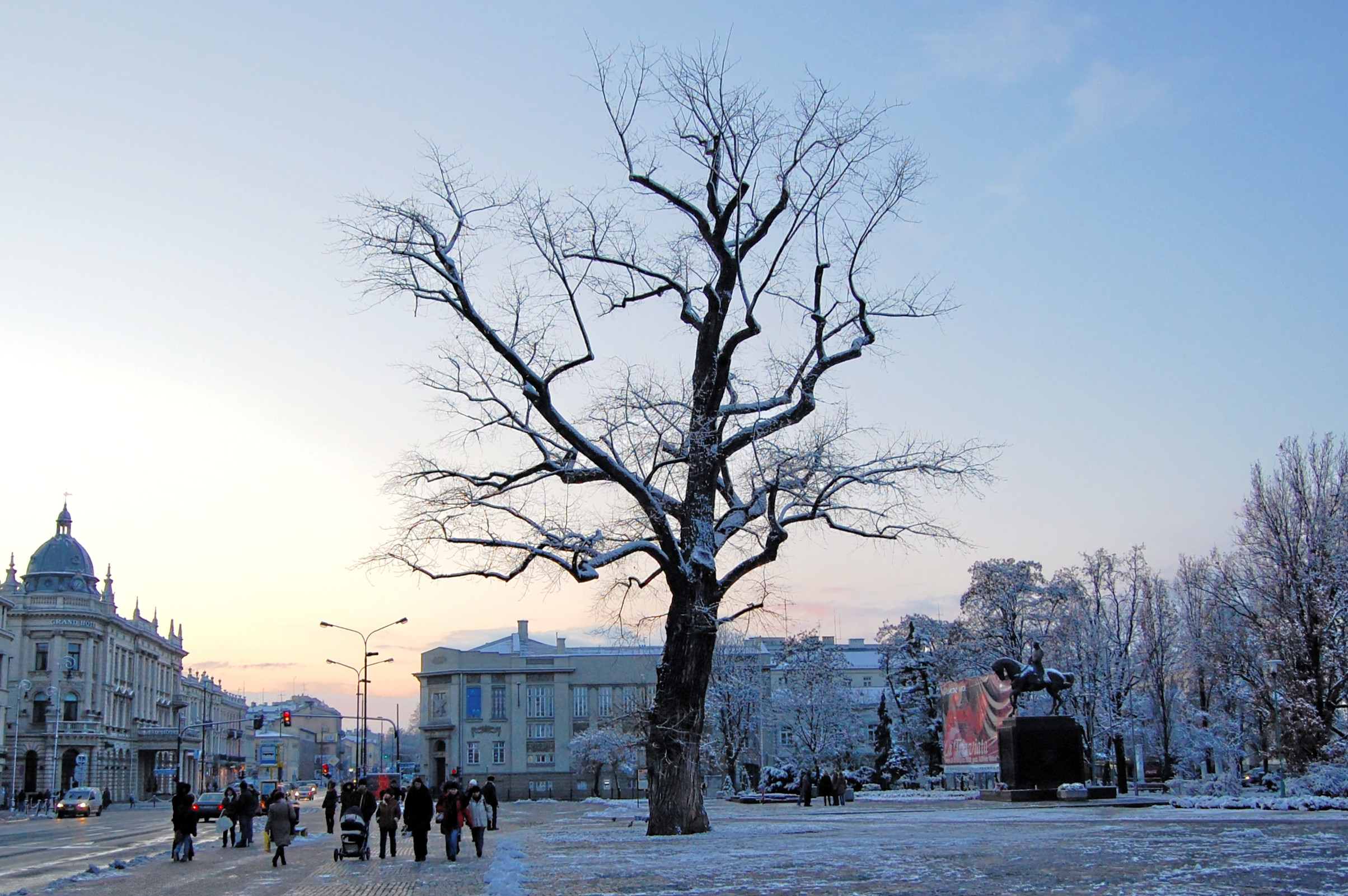
Place de Lituanie.
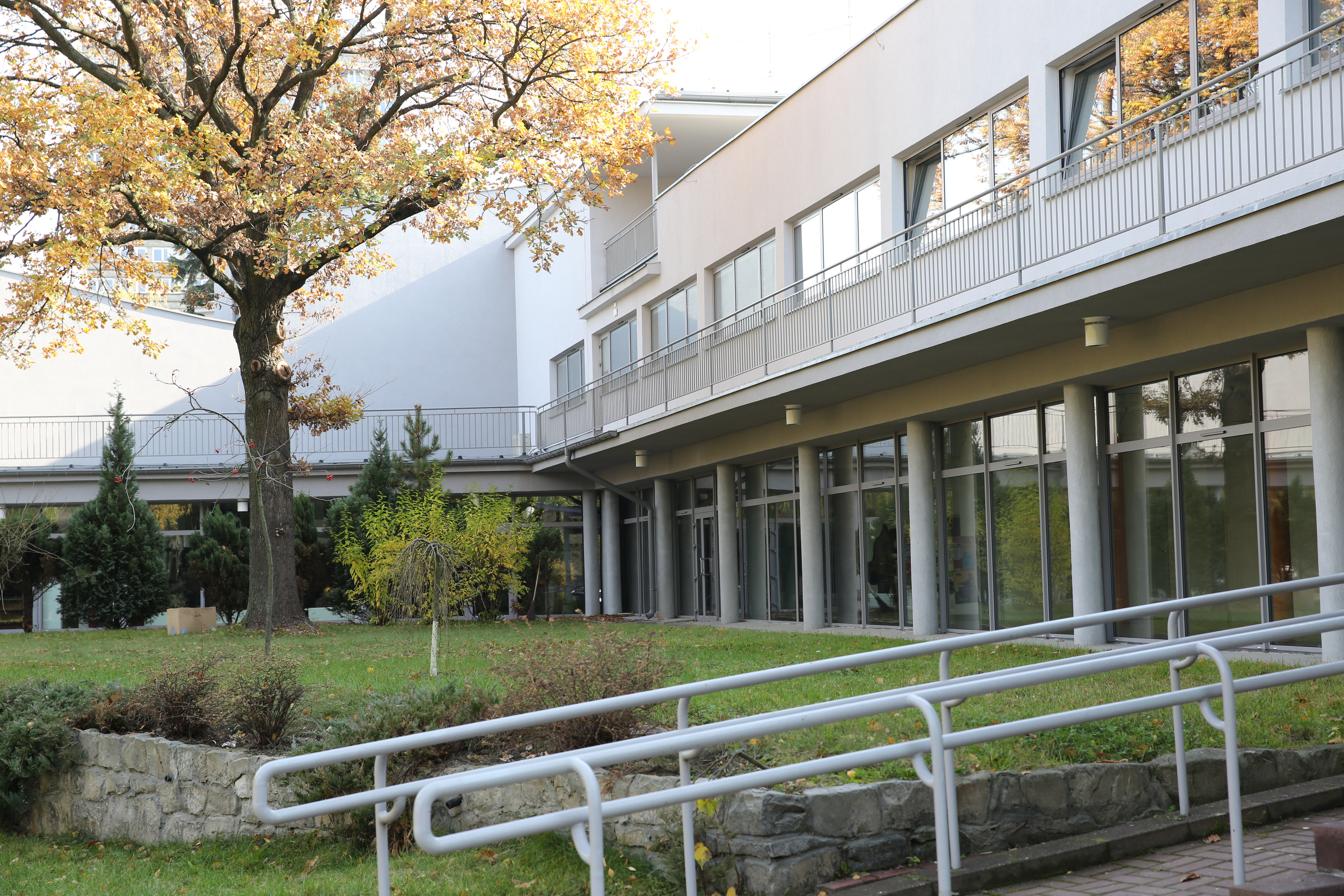
Université Maria Curie-Skłodowska à Lublin.
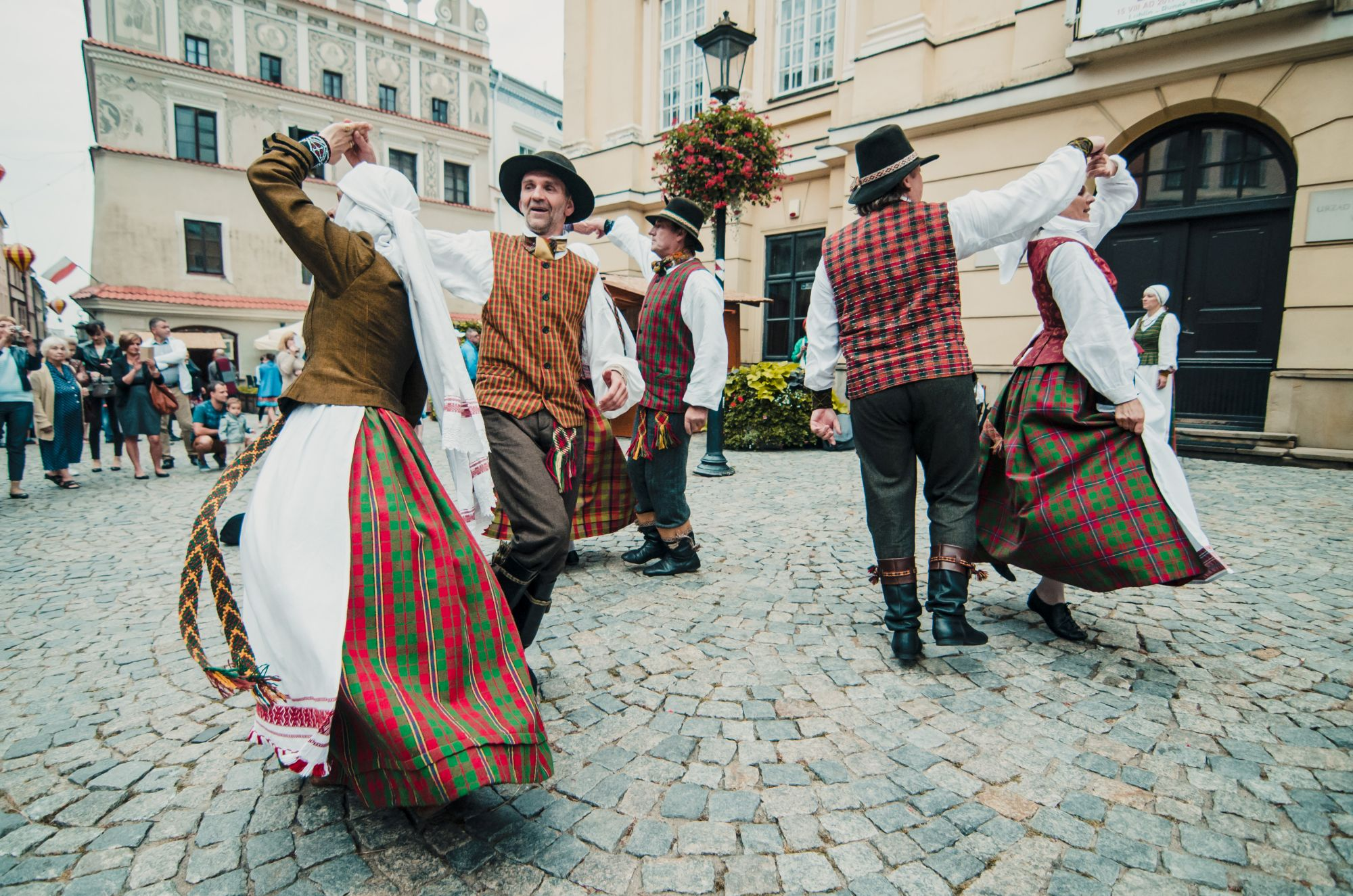
Festival Re:tradition – Foire Jagellonne.
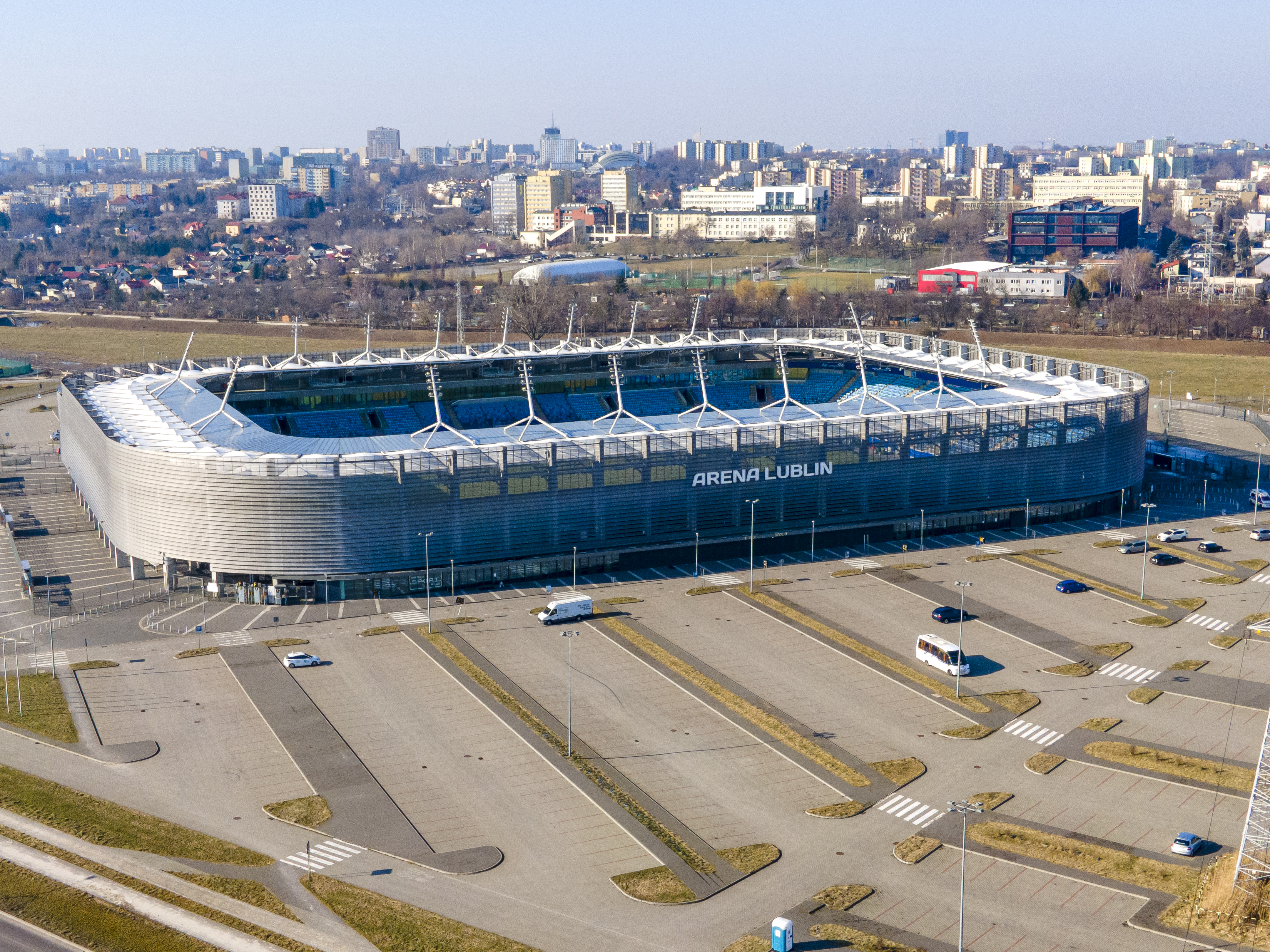
Arena Lublin.
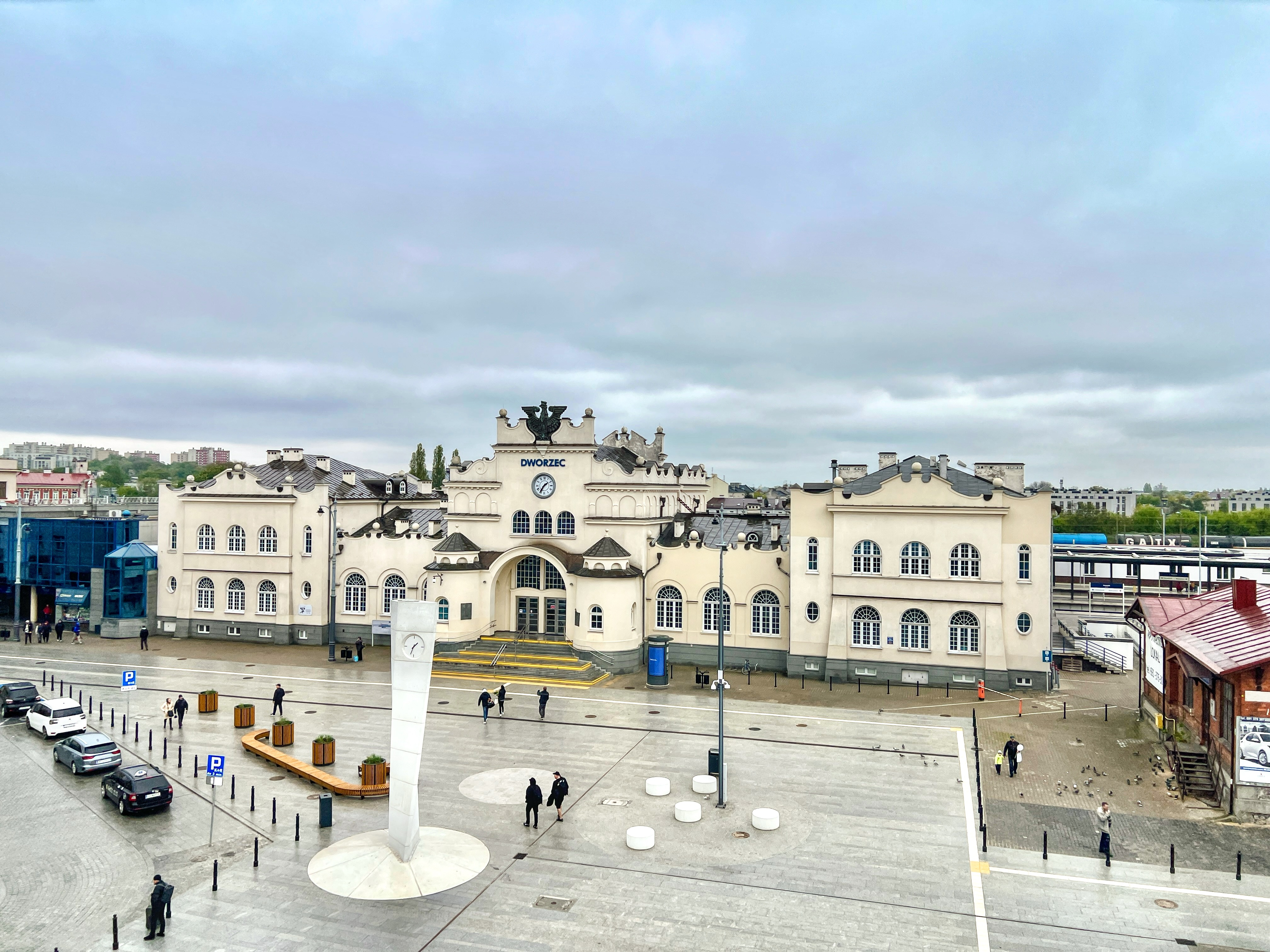
Gare à Lublin.
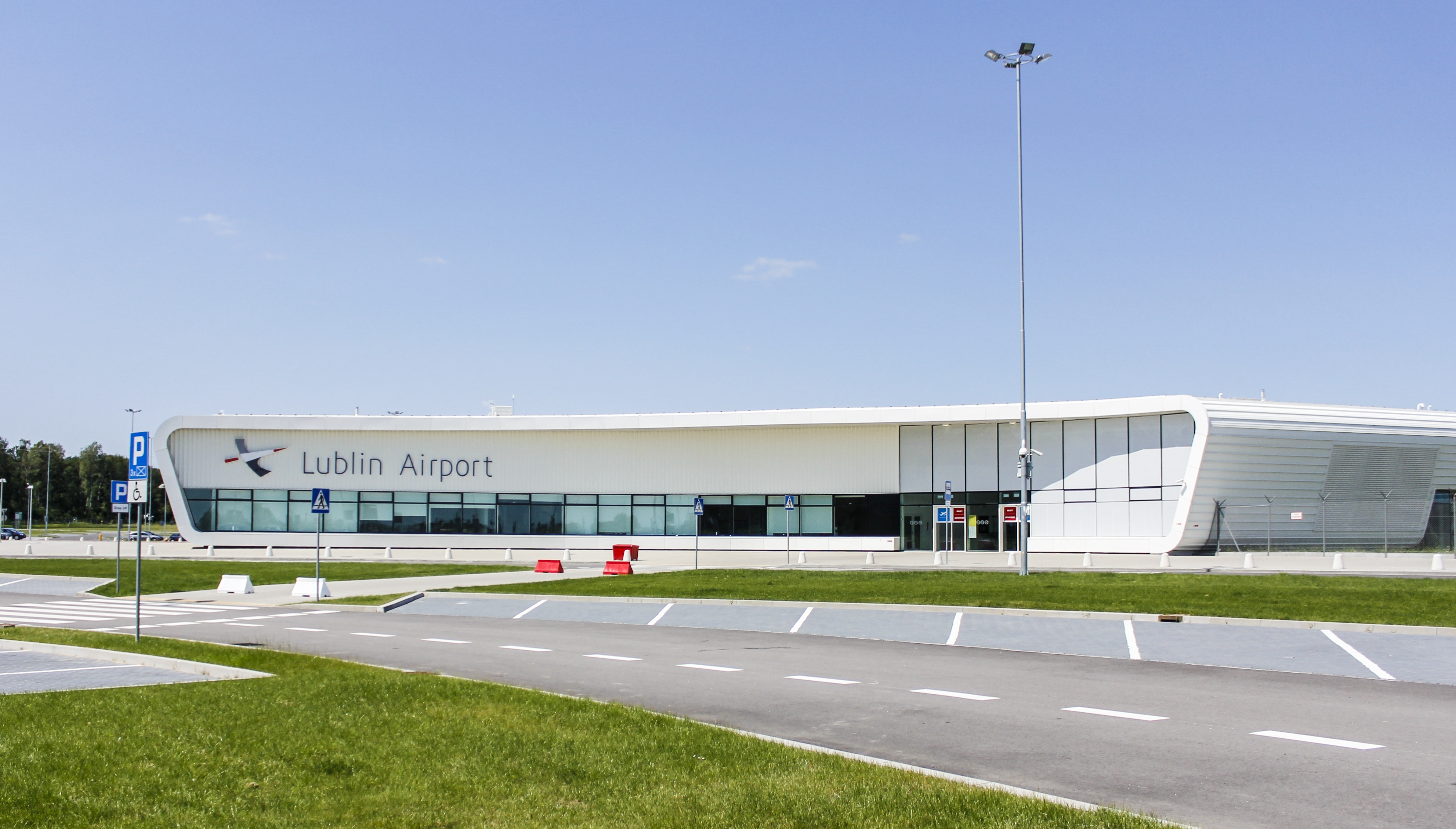
Aéroport de Lublin.
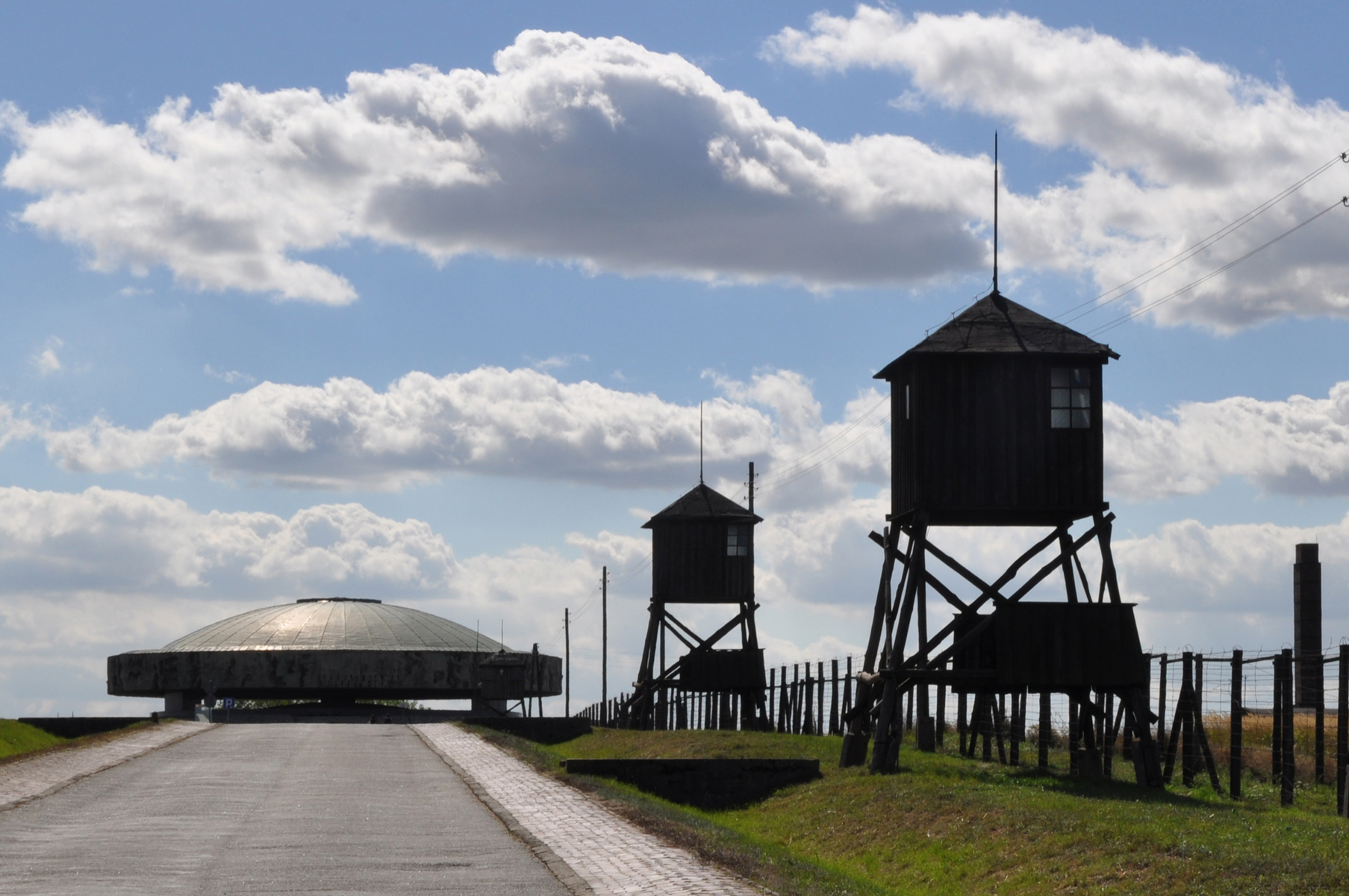
Camp nazi à Majdanek.